# اشکان سلطانی
اشکان سلطانی (انگلیسی: Ashkan Soltani) یک دانشمند رایانه ایرانی الاصل اهل ایالات متحده آمریکا است.
بین سالهای ۲۰۱۰ و ۲۰۱۱، او به عنوان ریاست تکنولوژیست برای کمیسیون تجارت فدرال آمریکا کار می‌کرد. او همچنین به عنوان مشاور فنی اولیه در وال استریت ژورنال فعال بود. سلطانی عضو تیمی در واشینگتن پست بود که جایزه پولیتزر ۲۰۱۴ را برای خدمات عمومی تعیین کرده بود.